# Powai
Powai est un quartier résidentiel haut de gamme situé dans le nord-est de Bombay. Il est situé sur les rives du lac Powai, et est lié par les collines de Vikhroli Parksite au sud-est, Chandivali au sud-ouest, le LBS Marg (ancienne route Mumbai-Agra) au nord-est et le Sanjay Parc national de Gandhi au nord au-delà du lac. La route de liaison Jogeshwari-Vikhroli, l'une des artères les plus fréquentées de la ville reliant les banlieues ouest et est, passe par Powai. Le lieu accueille également des milliers de fidèles chaque année lors du festival Ganesh Chaturthi pour les processions de visarjan . 
L'Institut indien de technologie de Bombay, créé en 1958 et actuellement le deuxième plus ancien campus des Instituts indiens de technologie ainsi que l'Institut national de génie industriel, créé en 1963, sont tous deux situés ici,, comme c'est un campus de la Bombay Scottish School de Mumbai . Powai abrite également des complexes résidentiels du département de l'impôt sur le revenu (en), des douanes et du NTPC, ainsi que ceux d'anciens militaires. Powai abrite des écoles et des collèges, dont certains sont l'école et le collège SM Shetty, l'école Gopal Sharma et le Chandrabhan Sharma College. Certains des temples de Powai sont le temple Jagadeshwara Shiva de la mission Chinmaya, le temple Sri Ayyappa Vishnu à Hiranandani, le temple Devi Vageshwari Mata à Chandivali. Powai accueille également la fête d'anniversaire de la communauté havan. 